# Irena Sendlerowa

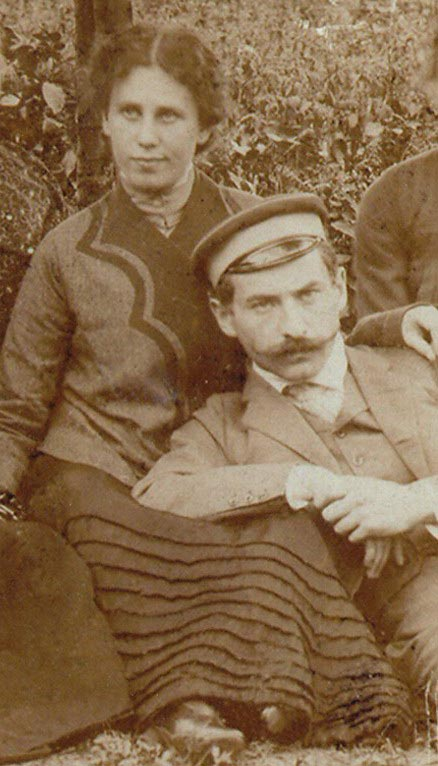
Janina i Stanisław Krzyżanowscy, rodzice Ireny Sendlerowej (1903)

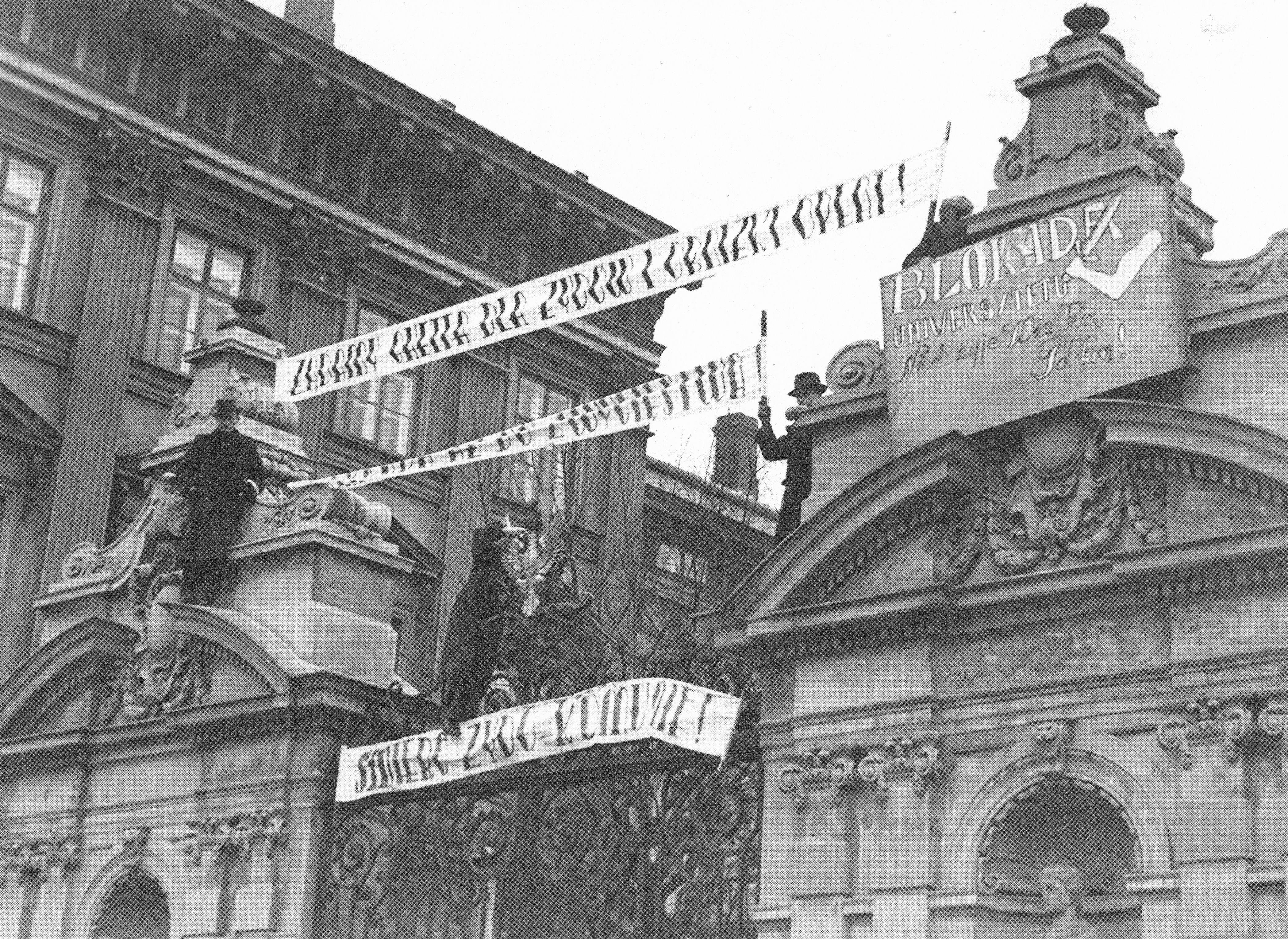
W latach 30., w czasie zajść antysemickich na Uniwersytecie Warszawskim, Irena Sendlerowa występowała w obronie kolegów pochodzenia żydowskiego. Pikieta studentów-członków ONR na Bramie Głównej UW na Krakowskim Przedmieściu z żądaniem m.in. wprowadzenia getta ławkowego (1936)

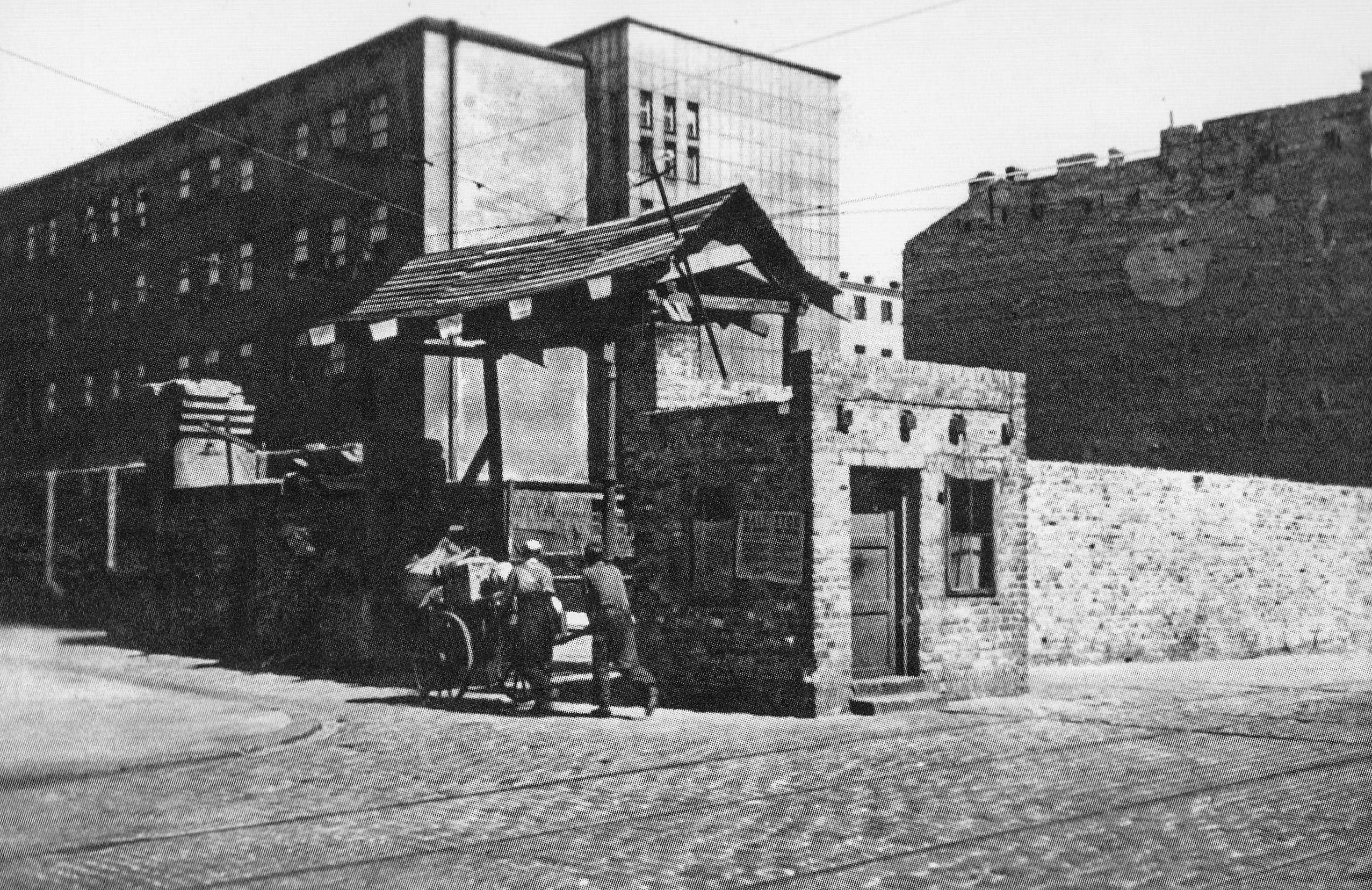
Ulica Leszno przy skrzyżowaniu z ul. Żelazną, jedno z wejść do warszawskiego getta wykorzystywanych przez Irenę Sendlerową. Widoczny gmach szkół powszechnych nr 10, 17, 56 i 88 przy ul. Żelaznej 88 (obecnie część kompleksu budynków Urzędu Dzielnicy Warszawa-Wola)

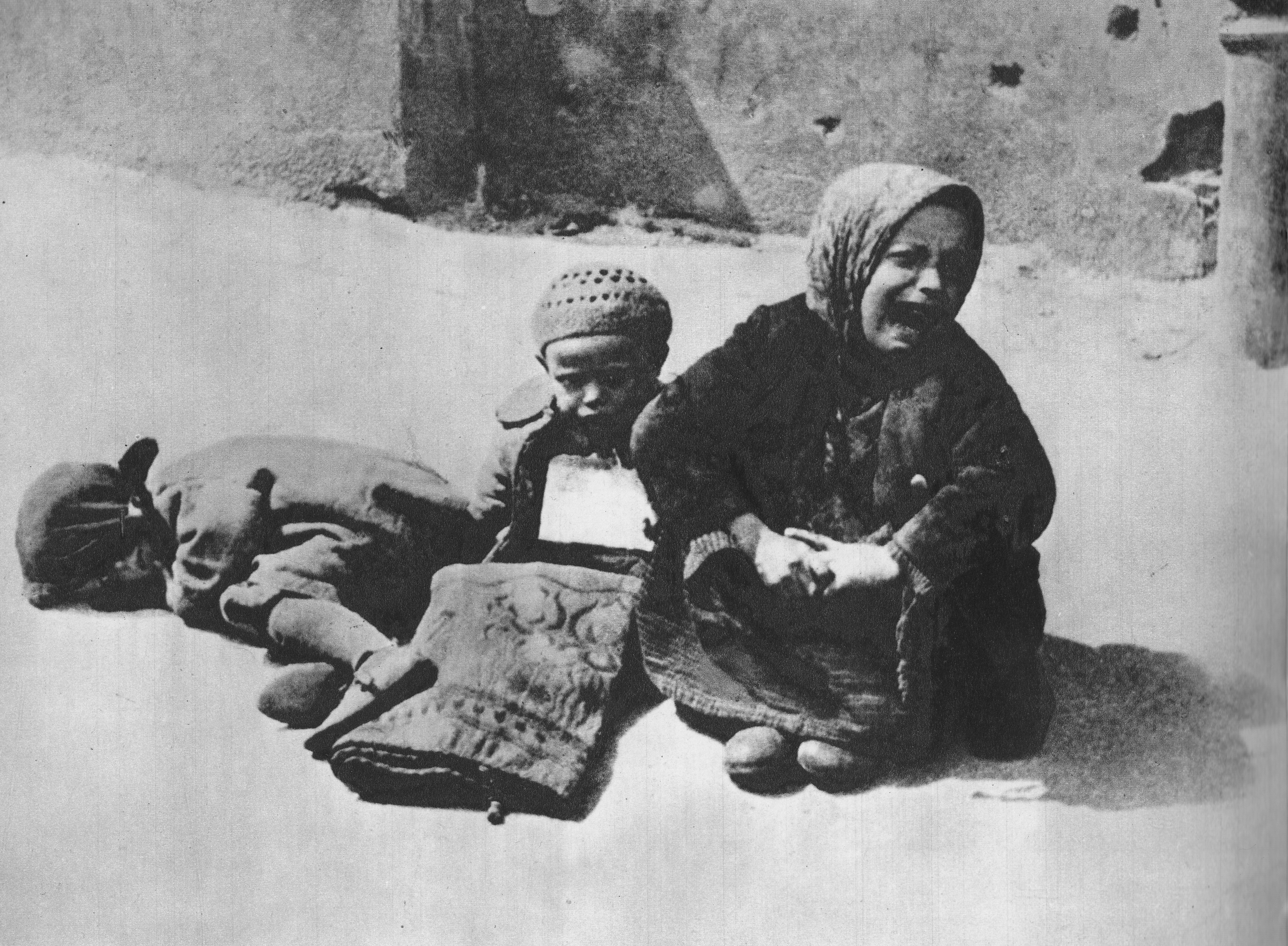
Bezdomne dzieci w getcie (1941)

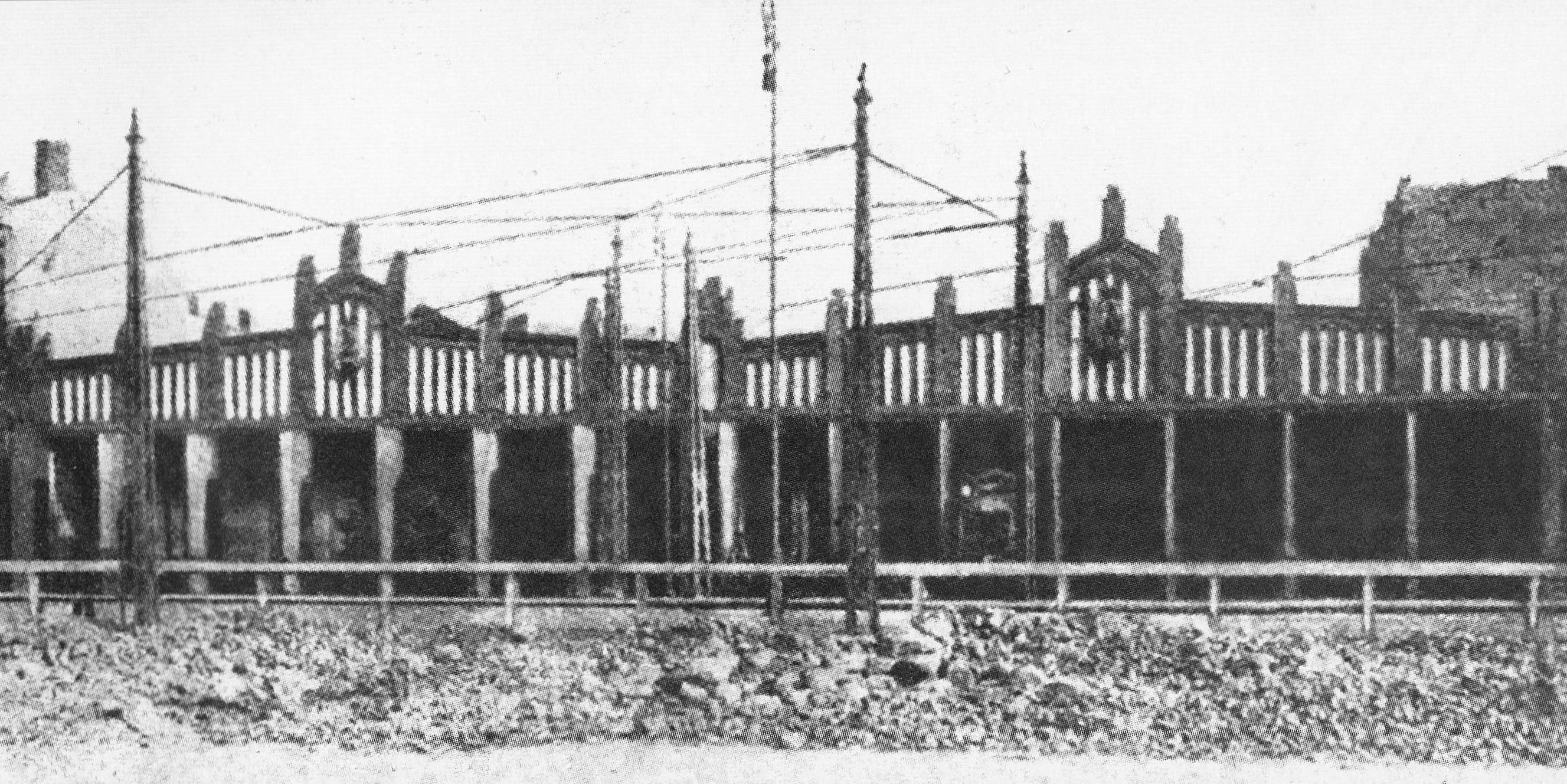
Nieistniejąca zajezdnia tramwajowa „Muranów” przy ul. Sierakowskiej 8/Żoliborskiej 3/5 wykorzystywana do przerzucania żydowskich dzieci na stronę „aryjską”

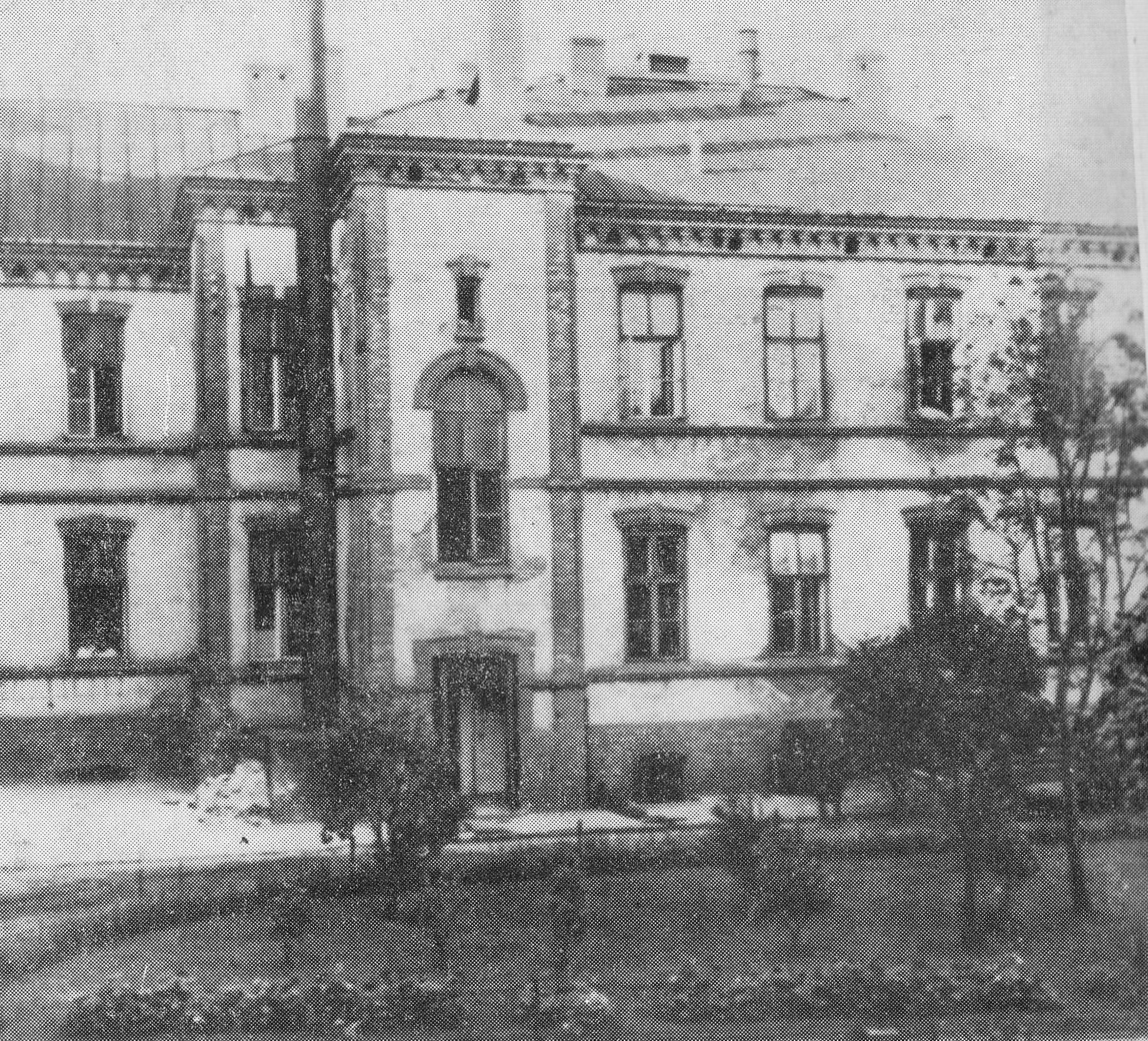
Dom ks. Boduena w Warszawie, w którym udzielono schronienia ok. 200 żydowskim dzieciom

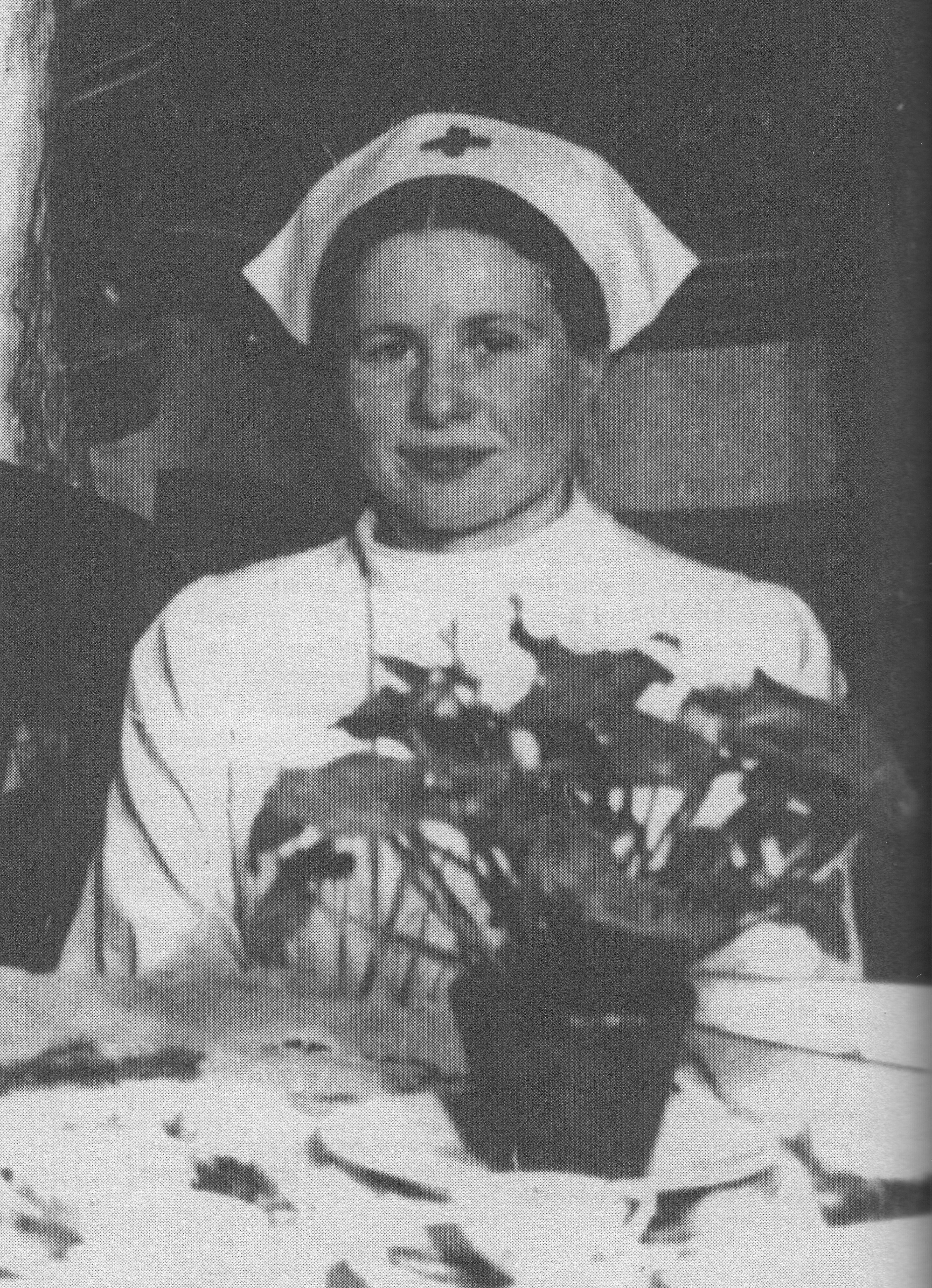
Irena Sendlerowa w Wigilię Bożego Narodzenia 1944

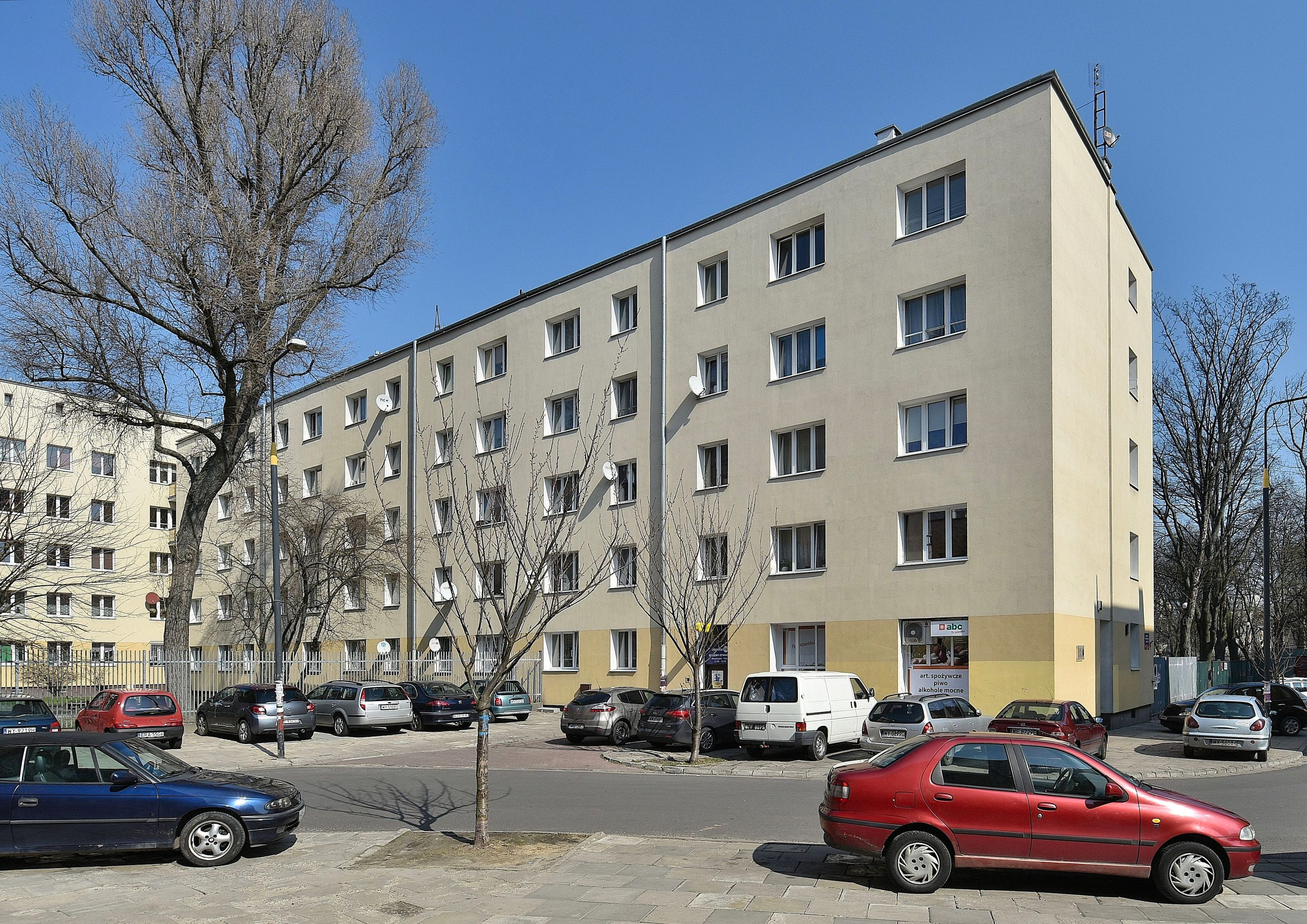
Dom Spółdzielni Mieszkaniowej Zakładu Ubezpieczeń Społecznych przy ul. Ludwiki 6, w którym Sendlerowie mieszkali od 1935 i gdzie w październiku 1943 Irena Sendlerowa została aresztowana przez Gestapo. W 2015 na budynku odsłonięto tablicę pamiątkową

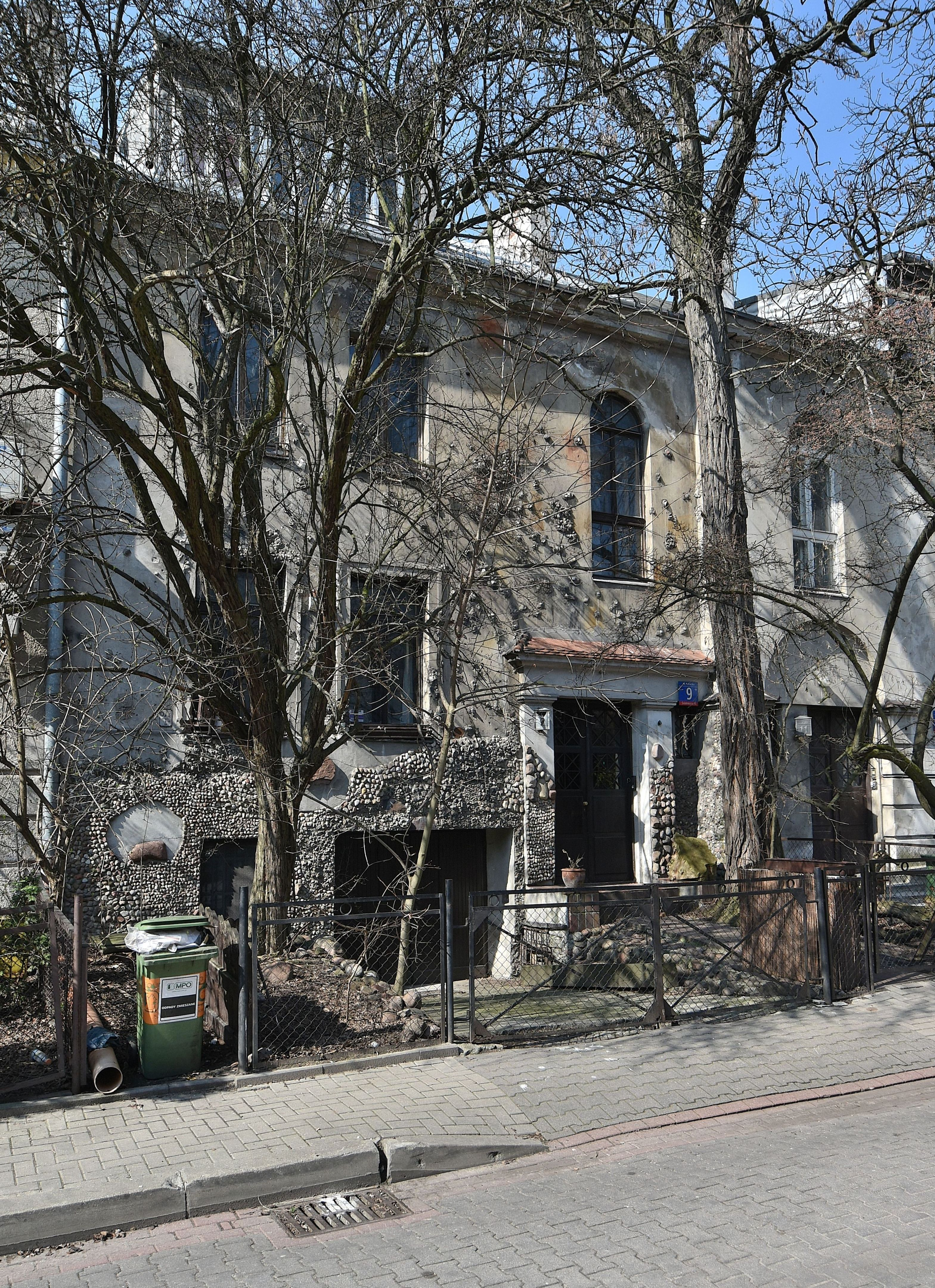
Segment Spółdzielni Mieszkaniowej „Ognisko” przy ul. Lekarskiej 9, w którym w okresie okupacji znajdowało się prowadzone przez Jadwigę Piotrowską pogotowie opiekuńcze dla żydowskich dzieci oraz dorosłych wyprowadzanych z getta. W jego ogrodzie w 1944 ukryto zaszyfrowaną kartotekę referatu dziecięcego „Żegoty”

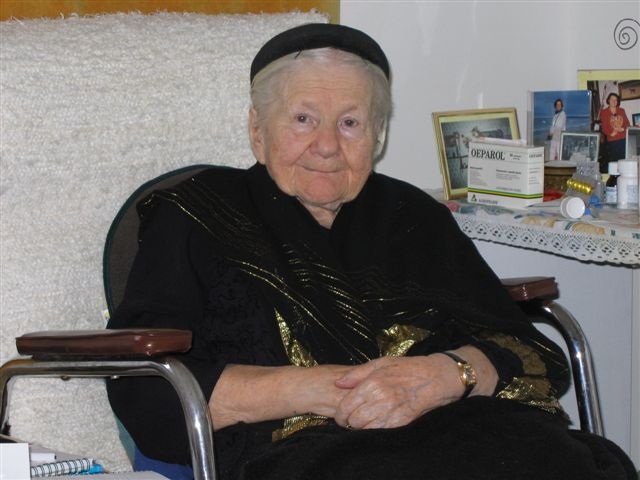
Irena Sendlerowa w swoim pokoju w Domu Geriatryczno-Rehabilitacyjnym Konwentu Bonifratrów przy ul. Sapieżyńskiej (2005)

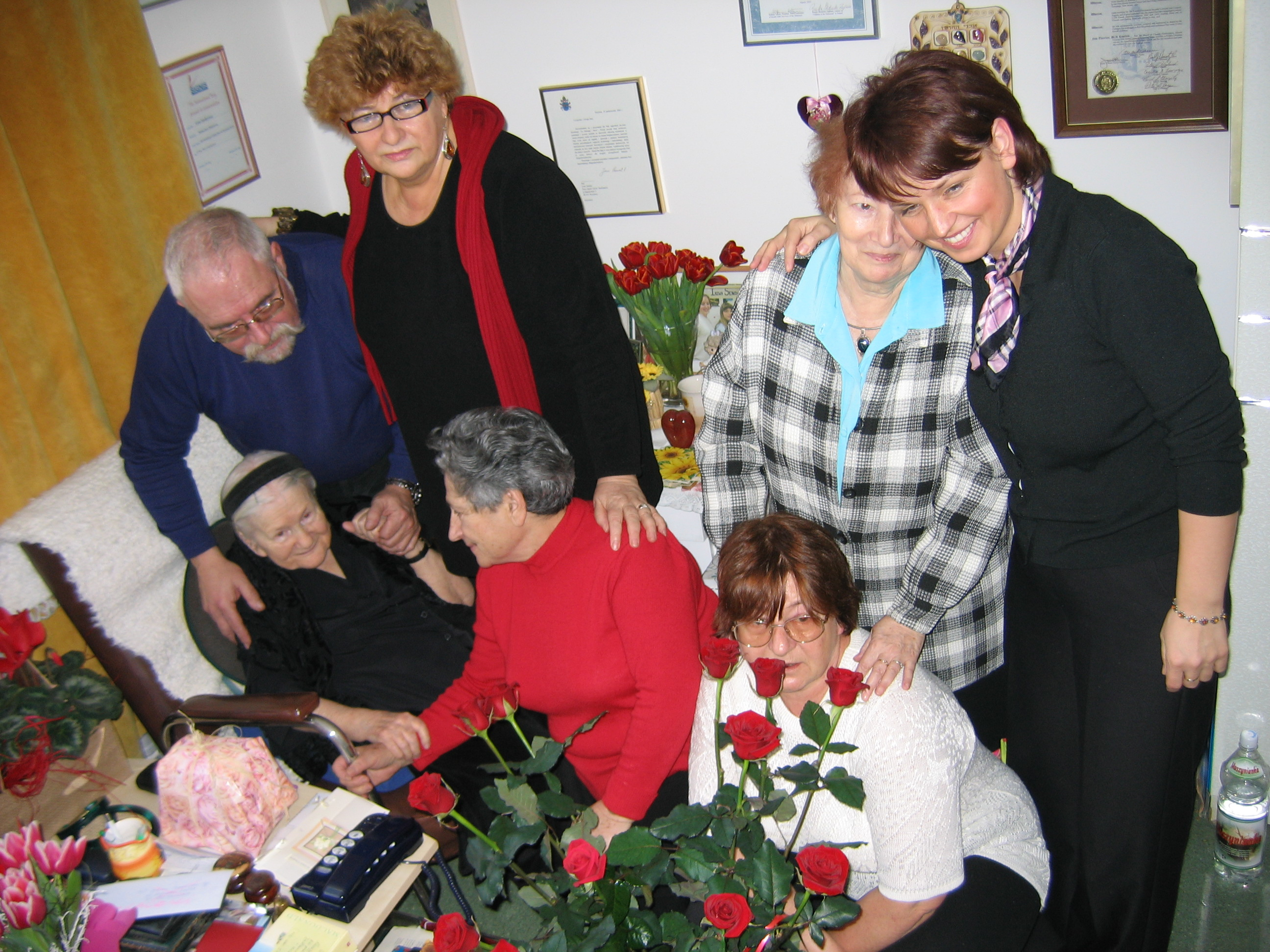
95. rocznica urodzin Ireny Sendlerowej. Od lewej: Julian Pyz, Elżbieta Ficowska, Krystyna Budnicka, córka Janina Zgrzembska, Joanna Sobolewska-Pyz i Małgorzata Indraszyk (15 lutego 2005)

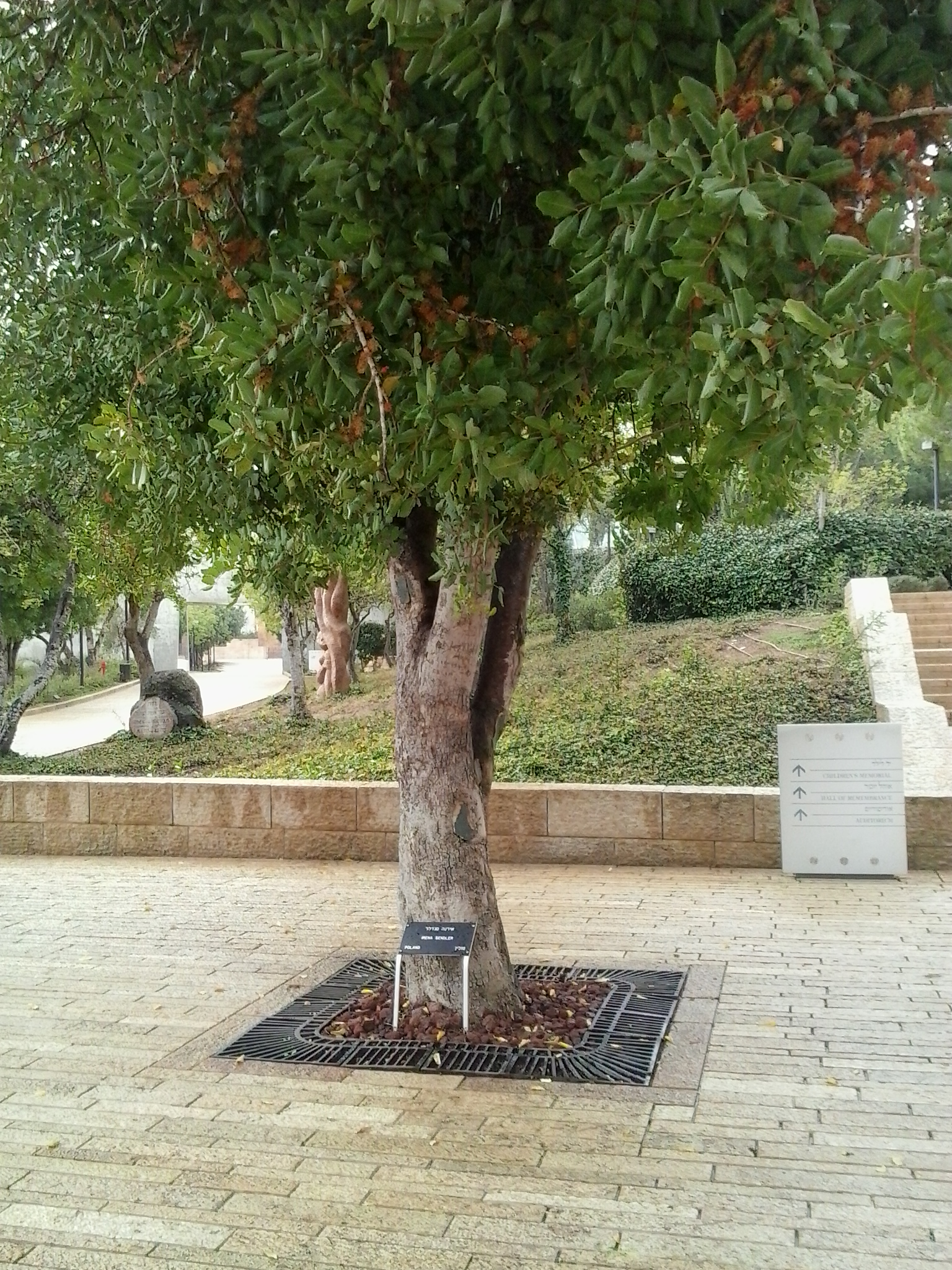
Drzewo zasadzone przez Irenę Sendlerową w Jad Waszem w Jerozolimie w maju 1983

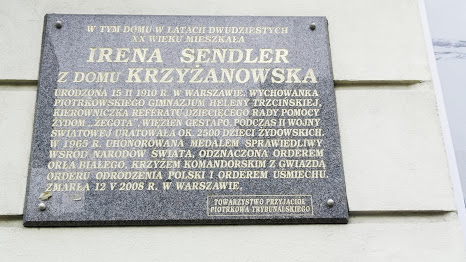
Odsłonięta w 2009 tablica pamiątkowa na ścianie kamienicy przy ul. 3 Maja 14 w Piotrkowie Trybunalskim

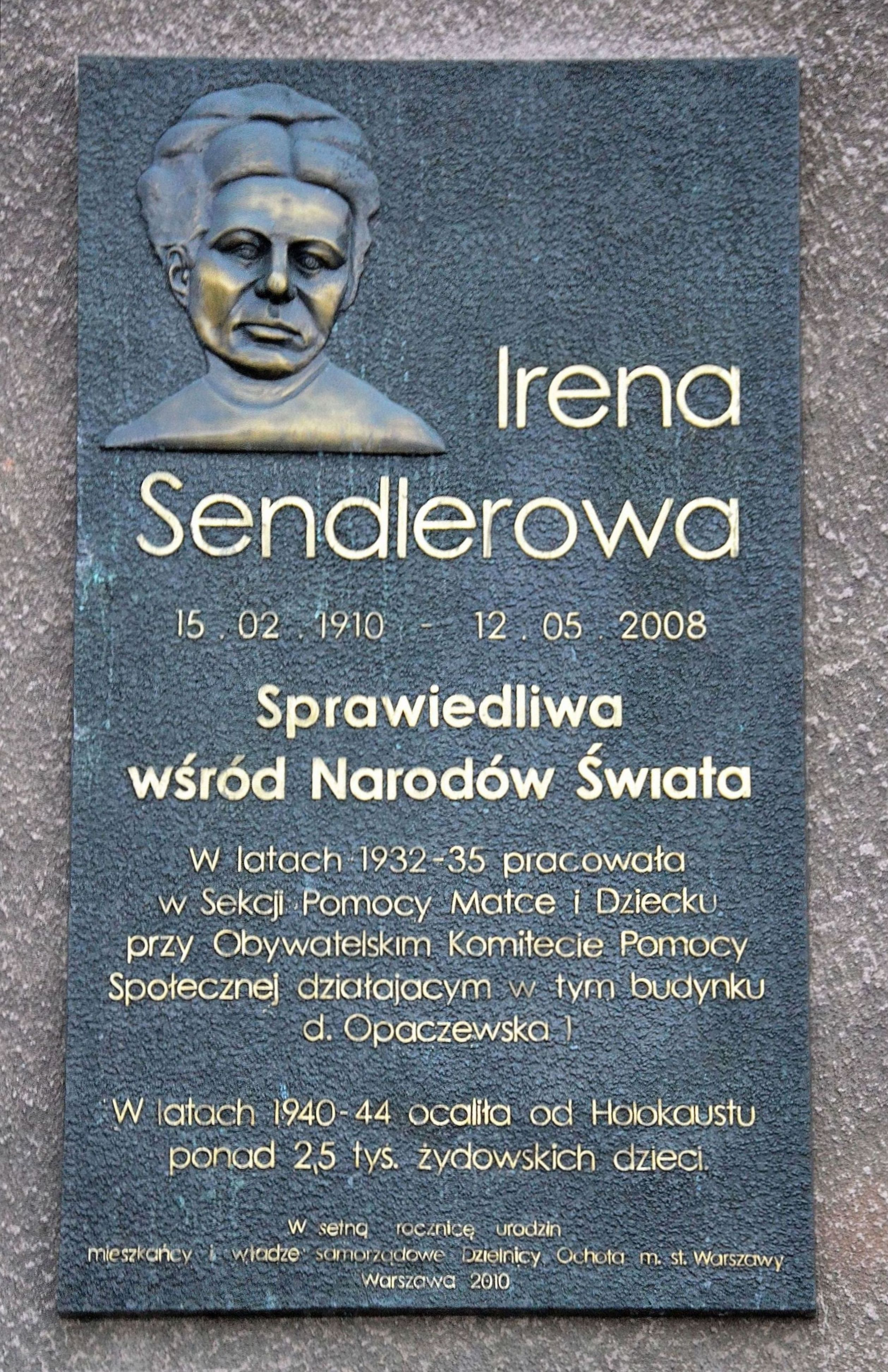
Tablica pamiątkowa przy ul. A. Pawińskiego 2 w Warszawie

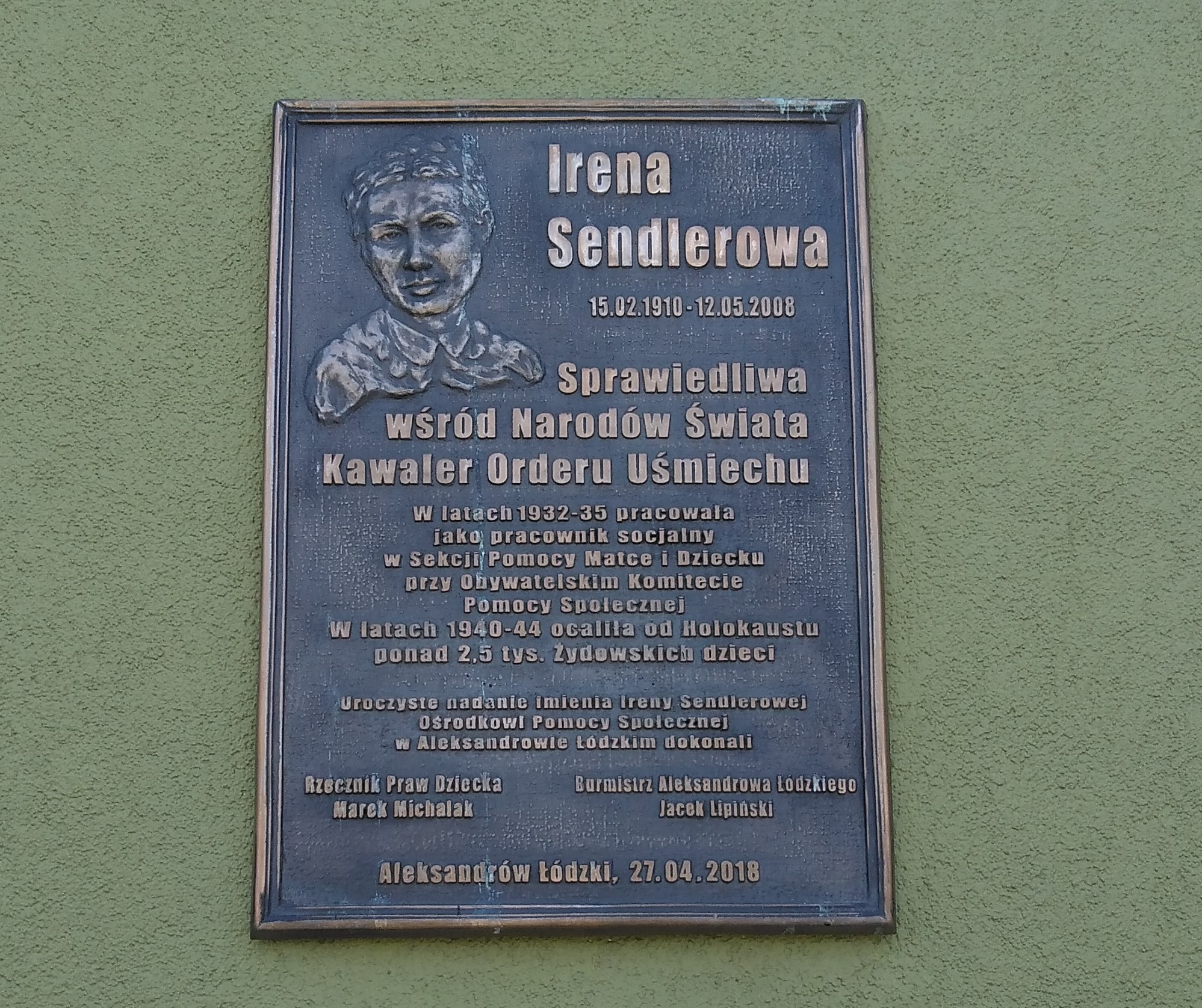
Tablica pamiątkowa na budynku Ośrodka Pomocy Społecznej im. Ireny Sendlerowej w Aleksandrowie Łódzkim

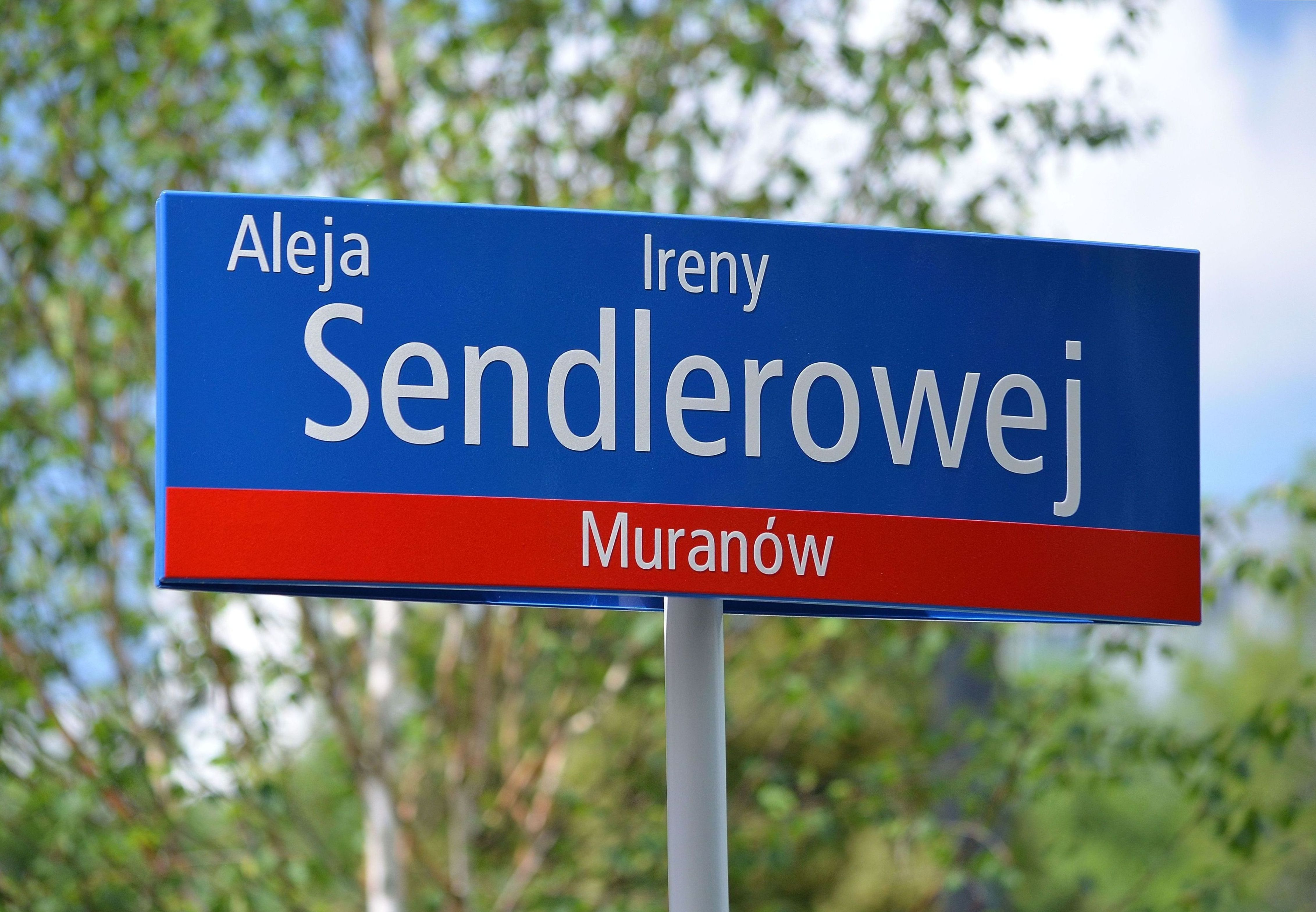
Tablica MSI w alei Ireny Sendlerowej w Warszawie

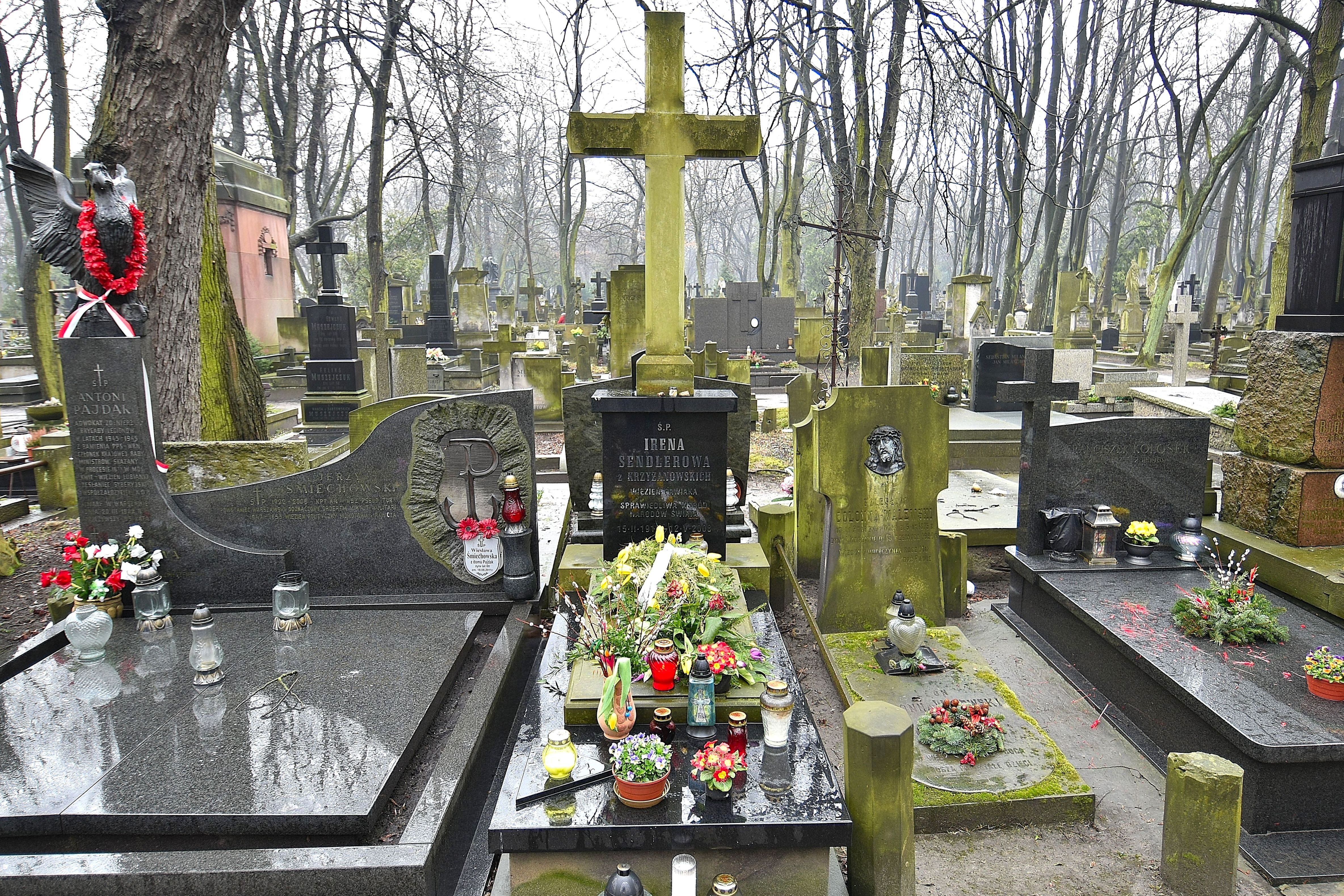
Grób Ireny Sendlerowej na warszawskim cmentarzu Powązkowskim

Irena Stanisława Sendlerowa z domu Krzyżanowska (ur. 15 lutego 1910 w Warszawie, zm. 12 maja 2008 tamże) – polska działaczka społeczna i charytatywna, w czasie II wojny światowej kierowniczka referatu dziecięcego Rady Pomocy Żydom przy Delegaturze Rządu na Kraj („Żegoty”). Sprawiedliwa wśród Narodów Świata, dama Orderu Orła Białego i Orderu Uśmiechu.
Od początku okupacji niemieckiej zaangażowała się w niesienie pomocy Żydom. W październiku 1943 została aresztowana przez Gestapo, jednak „Żegocie” udało się ją uwolnić. W czasie powstania warszawskiego była sanitariuszką w jednym z powstańczych punktów sanitarnych na Mokotowie. Po wojnie pracowała w opiece społecznej, administracji państwowej i średnim szkolnictwie medycznym. Przez długie lata jej działalność podczas okupacji niemieckiej była nieznana; została spopularyzowana przez grupę teatralną z amerykańskiej szkoły średniej około roku 2000.
W latach 2007 i 2008 jej kandydatura została zgłoszona do Pokojowej Nagrody Nobla.

## Życiorys

### Młodość
Ojciec, Stanisław Krzyżanowski (1875–1917), syn Jana i Marianny z domu Krajewskiej, był lekarzem. Matka, Janina Karolina Krzyżanowska z domu Grzybowska (1882–1944), była córką Franciszka Ksawerego i Konstancji z domu Zakrzewskiej. Ojciec należał do Polskiej Partii Socjalistycznej, wziął udział w rewolucji 1905 roku. Z powodu zaangażowania politycznego miał kłopoty z ukończeniem studiów medycznych na Cesarskim Uniwersytecie Warszawskim (ostatecznie studia ukończył w 1908 w Charkowie). W 1909 wraz z nowo poślubioną żoną wrócił do Warszawy i podjął pracę w szpitalu św. Ducha.
Irena Sendlerowa była jedynaczką. W wieku dwóch lat zachorowała na koklusz, co skłoniło Krzyżanowskich do przeprowadzenia się z Warszawy do mającego status podmiejskiego uzdrowiska Otwocka. Tam jej ojciec rozpoczął prywatną praktykę, lecząc głównie biedotę żydowską oraz chłopów. Później prowadził tam sanatorium przeciwgruźlicze. Był zaangażowany w działalność społeczną. Atmosfera domu rodzinnego miała duży wpływ na działalność Ireny Sendlerowej w czasie II wojny światowej. W Otwocku, bawiąc się z żydowskimi rówieśnikami, nauczyła się języka jidysz. Odwiedzała również Tarczyn, gdzie mieszkali jej dziadkowie ze strony ojca.
W 1917 Stanisław Krzyżanowski zmarł na tyfus plamisty, którym zaraził się od swoich pacjentów. W 1920 Janina Krzyżanowska przeprowadziła się z córką do Tarczyna, a następnie do Piotrkowa Trybunalskiego, gdzie mieszkała jej rodzina.
Po zdaniu egzaminów Irena rozpoczęła naukę w trzeciej klasie Gimnazjum Heleny Trzcińskiej. W szkole średniej działała w harcerstwie. Tam poznała swego przyszłego pierwszego męża, Mieczysława Sendlera.
W 1927, po zdaniu matury, wyjechała do Warszawy. W stolicy rozpoczęła studia na Wydziale Prawa Uniwersytetu Warszawskiego. Po dwóch latach przeniosła się na Wydział Humanistyczny i rozpoczęła studia o specjalności polonistyka. Odbyła praktykę pedagogiczną w filii Domu Sierot Janusza Korczaka „Różyczka” w Wawrze. Przerwała studia w 1932 i wznowiła je, nie rezygnując z pracy zawodowej, w 1937.
W latach 1928–1932 należała do lewicowego Związku Polskiej Młodzieży Demokratycznej. W czasie zajść antysemickich, do których w latach 30. dochodziło na Uniwersytecie Warszawskim, stawała w obronie swoich żydowskich koleżanek. Po wydaniu w październiku 1937 przez rektora Włodzimierza Antoniewicza zarządzenia wprowadzającego getto ławkowe siadała z Żydami w czasie zajęć. Stała się przez to celem ataków ze strony studentów należących do ONR.
Przygotowywała pracę magisterską u Wacława Borowego pt. Dziesięciolecie twórczości Elizy Orzeszkowej. W czerwcu 1939 uzyskała absolutorium. Złożyła pracę magisterską, ale nie przystąpiła do egzaminu magisterskiego (prawdopodobnie zamierzała go zdać jesienią 1939).
W 1932 podjęła pracę w Sekcji Opieki nad Matką i Dzieckiem Obywatelskiego Komitetu Pomocy Społecznej Wolnej Wszechnicy Polskiej, kierowanej przez Helenę Radlińską. Poradnia m.in. zapewniała opiekę prawną matkom z nieślubnymi dziećmi, przyznawała bezpłatne obiady, mleko dla dzieci oraz wyszukiwała lekarzy gotowych leczyć kobiety za darmo. W 1934 Irena Sendlerowa opublikowała dwa teksty: O dziecko nieślubne i Matka nieślubna w poradni prawniczej. Pracowała także w Poradni Prawnej Komitetu, której pracownicy m.in. bronili bezrobotnych przed eksmisjami. W 1935 instytucja została rozwiązana, a większość jej pracowników zatrudniona w Zarządzie Miejskim m.st. Warszawy. Irena Sendlerowa trafiła do Wydziału Opieki Społecznej i Zdrowia Publicznego. Jako urzędniczka magistratu pracowała m.in. w VI Ośrodku Opieki i Zdrowia przy ul. Siedzibnej 25 (tam opiekowała się m.in. mieszkańcami osiedla dla bezrobotnych i bezdomnych na Annopolu), a później w siedzibie Wydziału przy ul. Złotej 74, gdzie zajmowała się szkoleniami. Zajmowała stanowiska opiekunki terenowej, referentki społecznej, a następnie kierowniczki Referatu do Walki z Włóczęgostwem, Żebractwem i Prostytucją.
Po wyjściu za mąż (1931) zamieszkała wraz mężem przy ul. Lipowej 8/10 m. 3. Później Sendlerowie przeprowadzili się na Wolę do jednopokojowego mieszkania w domu Spółdzielni Mieszkaniowej Zakładu Ubezpieczeń Społecznych przy ul. Ludwiki 3 m. 63, skąd w 1935 przenieśli się do dwupokojowego mieszkania w sąsiednim domu spółdzielni ZUS przy ul. Ludwiki 6 m. 82.

### II wojna światowa
W czasie okupacji niemieckiej była zatrudniona jako opiekunka społeczna w Referacie Opieki Otwartej w Wydziale Opieki i Zdrowia Zarządu Miejskiego w Warszawie. Pracowała w ośrodkach zdrowia i opieki przy ul. Wolskiej 86, a następnie przy ul. Grochowskiej 36, gdzie została przeniesiona w związku z zarzutami za udzielanie pomocy Żydom w getcie. Ukończyła także kurs pielęgniarski Polskiego Czerwonego Krzyża. Zmobilizowany w sierpniu 1939 mąż, oficer Wojska Polskiego, dostał się do niewoli podczas kampanii wrześniowej i trafił do Oflagu II C Woldenberg, gdzie przebywał do końca wojny.
W październiku 1939 władze niemieckie zakazały Zarządowi Miejskiemu udzielania jakiejkolwiek pomocy ludności żydowskiej. Nakazały także zwolnienie żydowskich pracowników. Pomimo tych zarządzeń grupa pracowników miejskiej pomocy społecznej zorganizowana przez Irenę Sendlerową w dalszym ciągu pomagała Żydom. Głównym motywem tych działań były powody humanitarne. Grupa ta liczyła początkowo pięć, a później dziesięć osób, w większości kobiet. Udzielanie pomocy Żydom stało się jeszcze trudniejsze po utworzeniu w październiku 1940 getta i odizolowaniu go miesiąc później od reszty miasta.
W 1940 uczestniczyła w akcji dożywiania i pomocy dla polskich żołnierzy chorych na gruźlicę, których odsyłano do Warszawy z niemieckich obozów jenieckich i umieszczano w Szpitalu Ujazdowskim.
Nie chcąc tracić kontaktu ze swoimi żydowskimi podopiecznymi, zdobyła w dyrekcji Miejskich Zakładów Sanitarnych dla siebie i Ireny Schultz legitymacje pracowników kolumny sanitarnej zwalczającej choroby zakaźne w getcie. Uzyskanie przepustki wiązało się z koniecznością poddania się serii uciążliwych szczepień. Przepustka umożliwiała wchodzenie i swobodne poruszanie się po getcie do stycznia 1943. Irena Sendlerowa nosiła tam żywność, odzież, pieniądze i lekarstwa, m.in. razem z Ireną Schultz przeniosły do dzielnicy zamkniętej ok. 1000 porcji szczepionki Weigla na tyfus plamisty, produkowanej nielegalnie w Państwowym Zakładzie Higieny. Wchodziła do getta nawet 2–3 razy dziennie (aby nie wzbudzać podejrzeń wartowników – przez różne bramy). Chcąc wyrazić solidarność z jego mieszkańcami, w getcie wkładała opaskę z Gwiazdą Dawida. Dzięki temu nie zwracała również na siebie uwagi i unikała legitymowania. Później przepustki do getta otrzymała większość jej współpracowniczek.
Została koordynatorką i najbardziej aktywną uczestniczką akcji objęcia żydowskich dzieci działaniami prowadzonymi przez Referat Opieki Zamkniętej nad Dziećmi i Młodzieżą Wydziału Opieki i Zdrowia, polegających na kierowaniu bezdomnych dzieci do zakładów opiekuńczych. W tym celu przygotowywano fałszywe wywiady środowiskowe, zmieniając żydowskim dzieciom życiorysy. To pozwalało na kierowanie ich do zakładów opiekuńczych jako polskich sierot na podstawie oficjalnych skierowań podpisywanych przez kierownika Referatu Opieki nad Dzieckiem Jana Dobraczyńskiego.
Duży wkład w ratowanie żydowskich dzieci wniosła Matylda Getter, naczelna matka przełożona prowincji warszawskiej Zgromadzenia Sióstr Franciszkanek Rodziny Maryi. Zgromadzenie prowadziło sierocińce w Chotomowie, Aninie, Płudach oraz przy ul. Hożej w Warszawie. Ponad trzydzieścioro żydowskich dzieci przechowano w zakładzie opiekuńczym Zgromadzenia Sióstr Służebniczek Najświętszej Marii Panny w Turkowicach. W akcji pomocowej uczestniczyły także zakłady opiekuńcze Zgromadzenia Sióstr Niepokalanego Poczęcia Najświętszej Marii Panny przy ul. Kazimierzowskiej w Warszawie i w Szymanowie. Do największej miejskiej placówki dla sierot, Domu ks. Boduena, z getta trafiało 8–10 dzieci miesięcznie. Na to, gdzie trafiło dane dziecko, miały wpływ jego wiek, płeć, wygląd oraz stopień znajomości języka polskiego.
Dzieci wyprowadzano z getta m.in. przez gmach Sądów Grodzkich przy ul. Leszno 53/55 i remizę tramwajową „Muranów” przy ul. Sierakowskiej 8/Żoliborskiej 3/5. Niemowlęta usypiano i wywożono w skrzynkach i workach karetką Miejskich Zakładów Sanitarnych. Wykorzystywano także tramwaje przejeżdżające przez getto, wozy strażackie, przejścia przez piwnice domów graniczących z budynkami po „aryjskiej” stronie oraz kanały. Wiele dzieci przekradało się za mury getta samodzielnie. Irena Sendlerowa i jej współpracownicy pomagali także w ucieczkach z getta osobom dorosłym. Młodzież i dorośli najczęściej opuszczali dzielnicę zamkniętą – po przekupieniu wartowników – wraz z grupami żydowskich robotników zatrudnionych na tzw. placówkach poza gettem.
Akcja ratowania Żydów z warszawskiego getta uległa nasileniu latem 1942, po rozpoczęciu przez Niemców wywózek do obozu zagłady w Treblince. W sierpniu 1942 Irena Sendlerowa była świadkiem pochodu dzieci i Janusza Korczaka na Umschlagplatz, co określiła jako jedno z najdramatyczniejszych przeżyć w czasie wojny.
W listopadzie 1942 nawiązała kontakt z tworzoną Radą Pomocy Żydom „Żegota”, zgłaszając do współpracy działającą w konspiracji grupę pracowników Wydziału Opieki i Zdrowia. Dotychczasowa działalność jej grupy została podporządkowana kierownictwu „Żegoty”, dzięki czemu przybrała ona bardziej zorganizowany charakter i otrzymała wsparcie finansowe. Po zaangażowaniu się w prace „Żegoty”, Irena Sendlerowa miała pod swoją opieką 8–10 mieszkań, w których ukrywali się Żydzi.
We wrześniu 1943 została faktycznym, a od października również nominalnym kierownikiem referatu dziecięcego „Żegoty” (po rezygnacji Aleksandry Dargielowej, zaangażowanej w pracę w Radzie Głównej Opiekuńczej oraz inną działalność konspiracyjną). Tę funkcję pełniła do końca okupacji. W pracach tego referatu uczestniczyło kilkadziesiąt osób. Jego głównym zadaniem było umieszczanie oddzielonych od rodziców lub osieroconych żydowskich dzieci w klasztorach, przytułkach, zakładach opiekuńczych i wychowawczych oraz polskich rodzinach, dostarczanie dzieciom fałszywych metryk urodzenia, a także świadczenie na ich rzecz stałej pomocy finansowej, materialnej i lekarskiej. Pomagano też Żydom zagrożonym szantażami szmalcowników. Stałą opieką referatu na terenie Warszawy objęto ponad 1000 dzieci, dodatkowo dużej grupie udzielano pomocy o charakterze doraźnym. Jako kierowniczka Irena Sendlerowa prowadziła zaszyfrowaną kartotekę dzieci oraz dorosłych objętych pomocą „Żegoty”.
W czasie okupacji kontynuowała również działalność w PPS, do której wstąpiła jeszcze przed wojną. Przekazywała pomoc materialną rodzinom uwięzionych działaczy, a także przewoziła lekarstwa i środki opatrunkowe ludziom ukrywającym się w lasach.
Została aresztowana przez Gestapo nad ranem 21 października (według innych źródeł – 18 października) 1943 w swoim mieszkaniu przy ul. Ludwiki 6 m. 82. Jej nazwisko wydała Niemcom aresztowana właścicielka pralni, w której znajdował się jeden z punktów konspiracyjnych spotkań. Podczas rewizji Niemcy nie znaleźli kartoteki uratowanych dzieci. Została osadzona na oddziale kobiecym Pawiaka (Serbii). Była przesłuchiwana i torturowana w siedzibie Gestapo przy alei Szucha 25. Jako więźniarka Pawiaka pracowała w pralni. „Żegota” zdołała ją uratować, wpłacając wysoką łapówkę, dzięki której 13 listopada 1943 została wyprowadzona z gmachu w alei Szucha 25 przez jednego z gestapowców i puszczona wolno. Po uwolnieniu kontynuowała konspiracyjną działalność w „Żegocie”, która dostarczyła jej fałszywe dokumenty na nazwisko Klara Dąbrowska.
W kwietniu 1944 została umieszczona przez kontrwywiad NSZ-ONR na jednej z tzw. list proskrypcyjnych. Zawierały one nazwiska osób podejrzanych o sympatie lewicowe, działalność komunistyczną i/lub żydowskie pochodzenie. Umieszczenie na takiej liście mogło mieć tragiczne konsekwencje, m.in. znajdujący się na pierwszym miejscu innej, liczącej 52 nazwiska, listy proskrypcyjnej prof. Ludwik Widerszal, szef Podwydziału „Z” (ziemie zachodnie i wschodnie) Biura Informacji i Propagandy KG AK, opisany jako „Żyd, uczeń Handelsmana, historyk, komunista”, został zamordowany 13 czerwca 1944 w swoim mieszkaniu przy ul. Asfaltowej 17 w Warszawie. W dokumencie NSZ-ONR wskazanie Ireny Sendlerowej jako osoby do likwidacji uzasadniono następująco:

Sendlerowa Irena, ur. Krzyżanowska, c. Stanisława i Janiny, ur. 15 X 1910 r. rzym. kat. Nos lekko orli, wyraz twarzy b. surowy, wzrost ca 160 cm, oczy jasne, szatynka, zmieniła ostatnio kolor na rudy, włosy obcięte przy karku. Mężatka – mąż Mieczysław w Oflagu, wykształcenie średnie i wyższe human. Zam. oficjalnie – Ludwiki 6 m. 82, obecnie ukrywa się. Ubiera się elegancko, dysponuje dużymi kwotami. Była aresztowana przez G-po pod zarzutem uprawiania działalności komunistycznej, siedziała na Pawiaku około 4 tygodni, została zwolniona. Ostatnio G-po znów się nią zainteresowało i poszukuje. Przed aresztowaniem pracowała w Ośrodku Zdrowia na Grochowskiej. Zdecydowana komunistka. Oficjalnie jest w jakiejś organizacji kobiecej, z ramienia której wchodzi do S.O.S., pozoruje demokratkę, nie mającą nic wspólnego z komuną. Posiada b. duże kontakty w środowiskach polskich, specjalnie w lewicy. Pracuje bezpośrednio z prof. Wolnej Wszechnicy Radlińską, zam. na terenie Wolnej Wszechnicy.

Sendlerowa była fizycznie zagrożona w związku z umieszczeniem na liście. Wspominała: „Po wyjściu z Pawiaka dwa razy do mego domu przychodziła bojówka z NSZ, chcąc mnie oddać w ręce Gestapo, uniknęłam tego tylko dzięki pomocy pracownika fizycznego administracji domu, w którym mieszkałam, który mi ułatwił ucieczkę”.
Według Sebastiana Bojemskiego wspomniany materiał nie był listą proskrypcyjną, ale formą sprawdzenia, na ile dana organizacja stanowiła zagrożenie dla Polskiego Państwa Podziemnego w obliczu nadchodzącej Armii Czerwonej i nowej okupacji. Jednak NSZ-ONR nie był częścią Polskiego Państwa Podziemnego, nie uznawał go i tym samym nie miał legitymacji na działalność w imieniu państwa polskiego. Tomasz Szarota dowodzi, że osoby znajdujące się na listach proskrypcyjnych, w założeniach, miały zostać zabite lub przekazane do Gestapo, gdyby były bliskie przejęcia władzy. Jan Grabowski z kolei nie ma wątpliwości, że celem NSZ-ONR było zgładzenie lub napiętnowanie Sendlerowej.
W odpowiedzi na kampanię propagandową prowadzoną przeciwko Sendlerowej przez NSZ-ONR, kontrwywiad AK zlecił przeprowadzene analizy jej poglądów politycznych, a także poglądów innych osób, których nazwiska znalazły się na listach proskrypcyjnych (Stanisław Papuziński i Izabela Kuczkowska) pod kątem ewentualnych sympatii komunistycznych, tak by sprawdzić, na ile zarzuty stawiane im przez NSZ-ONR mają oparcie w faktach. W zachowanym dokumencie pisano:

Rozpracować czy pracuje w komunie i na jakich stanowiskach. Zaciągnąć obserwację stałą.

Krótko przed wybuchem powstania warszawskiego, wraz z Jadwigą Piotrowską zakopała zaszyfrowaną kartotekę „Żegoty” w dwóch butelkach w ogrodzie domu Piotrowskiej przy ul. Lekarskiej 9.
Wybuch powstania zastał ją na Mokotowie. Ponieważ ukończyła sześciomiesięczny kurs PCK dla pielęgniarek, została sanitariuszką w powstańczym punkcie sanitarnym przy ul. Łowickiej 51. Po zajęciu tej części dzielnicy przez Niemców Powstańczy Punkt Ratowniczo-Sanitarny nr 2 wraz z kilkudziesięcioosobową grupą ludności cywilnej został przeniesiony do budynku SGGW przy ul. Rakowieckiej i na ul. Fałata 4. W czasie wypędzania ludności z Mokotowa, 14 września 1944, dzięki przekupieniu niemieckich konwojentów, ranni i chorzy zamiast na Dworzec Zachodni trafili na Okęcie. Tam Irena Sendlerowa uczestniczyła w tworzeniu szpitala (późniejszy Szpital Czerwonego Krzyża nr 2), w którym została pielęgniarką, a następnie siostrą oddziałową. Po wyzwoleniu lewobrzeżnej części miasta w styczniu 1945 szpital został przekształcony w Dom Dziecka Warszawy.
Według powojennych relacji, w wyniku działań „Żegoty” i współpracujących z nią organizacji podjęto próbę uratowania ok. 2500 żydowskich dzieci (nie wszystkie przeżyły wojnę). Około 1300 znalazło pomoc w polskich rodzinach, ok. 500 w zakładach prowadzonych przez zgromadzenia zakonne, ok. 500 w zakładach Rady Głównej Opiekuńczej, ok. 200 w Pogotowiu Opiekuńczym Miejskim w Domu ks. Boduena, a ok. 100 nastolatków w wieku 15–16 lat trafiło do partyzantki. Nie wszystkie dzieci przeżyły do dnia wyzwolenia.
Lista żydowskich dzieci objętych ewidencją „Żegoty” prowadzona przez Irenę Sendlerową zachowała się w ok. 75%. W 1945 została wykopana i po przepisaniu przekazana Adolfowi Bermanowi. To pozwoliło Centralnemu Komitetowi Żydów Polskich na połączenie dzieci z ocalałymi z Holocaustu rodzicami, ich krewnymi lub umieszczenie ich w ośrodkach prowadzonych przez Komitet. Stamtąd wiele z nich wyjechało później do Palestyny i Izraela.
Nigdy nie wskazała konkretnej liczby dzieci, które uratowała. Twierdziła, że było ich za mało i że w czasie wojny można było ocalić więcej Żydów.

### Okres powojenny
W marcu 1945 Jerzy Albrecht zaproponował Irenie Sendlerowej pracę na stanowisku zastępcy naczelnika Wydziału Opieki Społecznej Zarządu m.st. Warszawy. W zniszczonym mieście organizowała od podstaw domy dziecka, domy starców, a także dom opieki w Henrykowie dla tzw. gruzinek (kobiet, które w gruzach miasta oddawały się prostytucji).
Po połączeniu w 1948 PPR i PPS została członkinią PZPR. Ze względu na zły stan zdrowia i wydarzenia z marca 1968 po 1968 nie była czynnym członkiem partii.
Na stanowisku naczelnika Wydziału Opieki Społecznej pracowała do marca 1950. W latach 1950–1952 była kierownikiem Wydziału Opieki w Związku Inwalidów, a następnie: instruktorem Wydziału Zdrowia i Opieki Społecznej Prezydium Rady Narodowej m.st. Warszawy (1953–1954), zastępczynią dyrektora w Państwowej Szkole Położnych (1954–1955) i zastępczynią dyrektora Państwowej Szkoły Laborantów (1955–1958). W latach 1958–1962 była dyrektorem Departamentu Średnich Szkół Medycznych w Ministerstwie Zdrowia i Opieki Społecznej. Od 1962 pracowała na stanowisku zastępczyni dyrektora Państwowej Szkoły Techników Dentystycznych. Przeszła na emeryturę w 1967. Pracowała jeszcze, w ograniczonym wymiarze godzin, do 1984 w bibliotece Medycznej Szkoły Pomaturalnej.
Po wojnie była wielokrotnie przesłuchiwana przez funkcjonariuszy Urzędu Bezpieczeństwa Publicznego. Była oskarżana m.in. o zatrudnianie członków Armii Krajowej. W 1949 po przesłuchaniach straciła syna (urodził się przedwcześnie i po 11 dniach zmarł). Nie została aresztowana dzięki interwencji jednej z uratowanych kobiet (Irena Majewska), która po wojnie wyszła za mąż za szefa stołecznego Urzędu Bezpieczeństwa Publicznego.
W 1948 znalazła się w gronie założycieli Ogólnopolskiej Ligi do Walki z Rasizmem, będącej jedyną w tamtym czasie próbą społecznej instytucjonalizacji walki z antysemityzmem.
Przez dwie kadencje była radną Rady Narodowej m.st. Warszawy, w tym w latach 1950–1956 przewodniczącą Komisji Zdrowia. Była także członkinią zarządu Towarzystwa Przyjaciół Dzieci i członkinią komisji rewizyjnej Zarządu Głównego Polskiego Czerwonego Krzyża. Należała do Towarzystwa Szkoły Świeckiej oraz Związku Nauczycielstwa Polskiego. W 1980 zapisała się do NSZZ „Solidarność”. Była członkinią Stowarzyszenia przeciw Antysemityzmowi i Ksenofobii „Otwarta Rzeczpospolita” od początku istnienia tej organizacji.
W 1965 otrzymała tytuł Sprawiedliwej Wśród Narodów Świata. W latach 70. chciała odwiedzić Izrael, aby zgodnie z tradycją posadzić swoje drzewko w alei Sprawiedliwych w Jad Waszem w Jerozolimie. Władze odmówiły jej jednak wydania paszportu. Ostatecznie wyjazd do Izraela doszedł do skutku w kwietniu 1983. Drzewko w Jad Waszem zasadziła 6 maja 1983. W 1991 otrzymała honorowe obywatelstwo Izraela.
Po wojnie zaczęła mieć kłopoty ze zdrowiem, do czego przyczyniły się m.in. ciągły stres w czasie działalności konspiracyjnej i urazy głowy odniesione w 1943 podczas przesłuchań przez funkcjonariuszy Gestapo. Cierpiała na bóle głowy, nerwicę lękową, miała także problemy z układem kostno-stawowym. W 1967 i 1968 przebywała w szpitalu.
Przez wiele lat po wojnie nie wypowiadała się na temat roli, jaką odegrała w akcji pomocy Żydom. Pierwszy artykuł na ten temat opublikowała w 1963, a w 1967 udzieliła wywiadu tygodnikowi „Prawo i Życie”. Zyskała rozgłos po 2000 dzięki przygotowaniu przez grupę amerykańskich uczennic szkolnego przedstawienia teatralnego Life in a Jar, którego tematem była jej działalność w czasie II wojny światowej.
Po wojnie mieszkała przy ul. Bagatela 10, Ustronie 2, Belwederskiej 20 (do 1954), Sieleckiej 3 (do 1957), Sieleckiej 26 (do 1961) i przy placu Na Rozdrożu 3. Odmówiła, ze względu na wspomnienia z getta, przyjęcia proponowanego jej mieszkania przy ul. Pawiej. Ostatnie lata życia spędziła w Domu Geriatryczno-Rehabilitacyjnym Konwentu Bonifratrów przy ul. Sapieżyńskiej 3 w Warszawie.
Zmarła 12 maja 2008. Pogrzeb odbył się 15 maja 2008 na cmentarzu Powązkowskim w Warszawie. Została pochowana w kwaterze 54 (rząd 4, grób 22).
W maju 2013 pamiątki po Irenie Sendlerowej (m.in. medal i dyplom Sprawiedliwej wśród Narodów Świata, honorowe obywatelstwo Izraela, honorowe obywatelstwo miasta Otwocka wraz z kluczem do bram miasta) zostały przekazane przez jej córkę Janinę Zgrzembską do Muzeum Historii Żydów Polskich w Warszawie. Wcześniej, w 2009, do kolekcji muzeum trafiły również medale, pamiątki, książki, a także listy, które Irena Sendlerowa przez wiele lat otrzymywała od młodzieży z całego świata.

## Życie prywatne
W 1931 wyszła za Mieczysława Sendlera (1910–2005), młodszego asystenta na Wydziale Filologii Klasycznej Uniwersytetu Warszawskiego. Sendlerowie rozwiedli się w 1947 roku. W tym samym roku poślubiła Stefana Zgrzembskiego (właściwie Adama Celnikiera, 1912–1961), Żyda, którego poznała w latach uniwersyteckich. Miała z nim troje dzieci: Janinę (ur. 1947), Andrzeja (ur. i zm. w 1949) i Adama (1951–1999). Małżeństwo nie układało się i zakończyło się rozwodem w 1961 roku.
Po śmierci Zgrzembskiego ponownie wyszła za mąż za Mieczysława Sendlera, który po ich rozstaniu w 1947 ożenił się powtórnie i owdowiał. Po 10 latach małżeństwa ponownie zdecydowali się rozstać, jednak przyjaźnili się do końca życia.

## Odznaczenia
- Order Uśmiechu (2007)[123]
- Order Orła Białego (2003)[124]
- Order Ecce Homo (2002)[125]
- Krzyż Komandorski z Gwiazdą Orderu Odrodzenia Polski (2001)[126]
- Krzyż Komandorski Orderu Odrodzenia Polski (1996)[127]
- Medal Sprawiedliwej Wśród Narodów Świata (1965)[128]
- Krzyż Kawalerski Orderu Odrodzenia Polski (1963)[103]
- Medal „Za Zasługi w Służbie Zdrowia”[129]
- Złoty Krzyż Zasługi (1947)[130]

## Upamiętnienie i nagrody
- W październiku 2003 otrzymała Nagrodę im. Jana Karskiego „Za Odwagę i Serce” (Jan Karski Prize “For Courage and Heart”)[131].
- W styczniu 2007 z inicjatywy prezydenta Lecha Kaczyńskiego, przy wsparciu m.in. premiera Izraela Ehuda Olmerta, Stowarzyszenia Dzieci Holocaustu i organizacji społecznych z kraju i zagranicy, została nominowana do pokojowej nagrody Nobla. Jej kandydatura została zgłoszona ponownie na początku 2008[132].
- 14 marca 2007 Senat Rzeczypospolitej Polskiej przyjął uchwałę w sprawie uhonorowania działalności Ireny Sendlerowej i Rady Pomocy Żydom „Żegota” w tajnych strukturach Polskiego Państwa Podziemnego w okresie II wojny światowej[133].
- W maju 2007 otrzymała tytuł Honorowej Obywatelki Miasta Stołecznego Warszawy[134], a w czerwcu 2007 Honorowego Obywatela Miasta Tarczyna[135].
- 1 czerwca 2008 Sejm Dzieci i Młodzieży przyjął przez aklamację uchwałę w sprawie uhonorowania działalności Ireny Sendlerowej i referatu dziecięcego Podziemnej Rady Pomocy Żydom „Żegota” w czasie II wojny światowej[136].
- 30 lipca 2008 Izba Reprezentantów Stanów Zjednoczonych przyjęła rezolucję upamiętniającą Irenę Sendlerową[137]
- 19 kwietnia 2009 uhonorowano ją pośmiertnie nagrodą Humanitarian of the Year przyznawaną przez fundację The Sister Rose Thering Endowment for Jewish-Christian and Holocaust Studies[138].
- 4 maja 2009 otrzymała pośmiertnie Nagrodą Humanitarną im. Audrey Hepburn (Audrey Hepburn Humanitarian Award)[139].
- W 2009 wizerunki Zofii Kossak, Matyldy Getter i Ireny Sendlerowej zostały umieszczone na monecie o nominale 20 zł upamiętniającej Polaków ratujących Żydów podczas II wojny światowej[140].
- We wrześniu 2009 na kamienicy przy al. 3 Maja 14 w Piotrkowie Trybunalskim, w której mieszkała, odsłonięto tablicę pamiątkową[141].
- W 2010, w 100. rocznicę urodzin Ireny Sendlerowej, Poczta Polska wydała kartę pocztową z jej wizerunkiem[142].
- 19 lutego 2010 uchwałę w sprawie uczczenia pamięci Ireny Sendlerowej w 100. rocznicę jej urodzin przyjął Sejm Rzeczypospolitej Polskiej[143].
- W lutym 2010 odsłonięto tablicę pamiątkową na budynku przy ul. A. Pawińskiego 2 (przed wojną pod adresem ul. Opaczewska 1) w Warszawie, w którym mieściła się centrala i jeden z trzech ośrodków terenowych Sekcji Pomocy Matce i Dziecku (miejsce pracy Ireny Sendlerowej w latach 1932–1935)[118][144].
- W kwietniu 2013 Rada Warszawy nadała nazwę alei Ireny Sendlerowej ciągowi pieszemu biegnącemu pomiędzy Muzeum Historii Żydów Polskich a pomnikiem Bohaterów Getta na Muranowie[145].
- Jej imię noszą m.in. ulice w Bytomiu[146], Gorzowie Wielkopolskim[147], Iławie[148] i Lublinie[149], skwery w Kielcach[150], Białymstoku[151], Poznaniu[152] i Wrocławiu[153] oraz ronda w Bielsku-Białej[154] i Zielonej Górze[155].
- W maju 2015 odsłonięto tablicę na domu ZUS przy ul. Ludwiki 6, w którym mieszkała w latach 1935–1943[156].
- Holenderski hodowca tulipanów Jan Ligthart nazwał imieniem Ireny Sendlerowej nową odmianę czerwonego tulipana[157].
- Jest patronką szkół w Polsce i w Niemczech[66].
  - Pierwszą szkołą nazwaną jej imieniem był zespół szkół specjalnych w bawarskiej miejscowości Hohenroth[158].
  - W Polsce jest patronką szkoły w Pisarzowicach (od 21 czerwca 2022 roku)[159] oraz w Mycielinie (od 10 lutego 2024 roku)[160][161][162].
- Uchwałą Sejmu VIII kadencji rok 2018 został ustanowiony rokiem Ireny Sendlerowej[163][164].
- Poczta Polska wydała w 2018 upamiętniający ją znaczek pocztowy o nominale 2,60 zł i nakładzie 100 tys. sztuk[165].
- W 2018 została wybrana Warszawianką Stulecia w plebiscycie zorganizowanym przez Urząd m.s. Warszawy[166].
- W 2018 imieniem Ireny Sendlerowej nazwano Ośrodek Pomocy Społecznej w Aleksandrowie Łódzkim[167].
- W lutym 2019 na budynku przy ul. Siedzibnej 25 w Warszawie, w którym mieścił się VI Ośrodek Opieki i Zdrowia, w którym pracowała Irena Sendlerowa, odsłonięto tablicę pamiątkową[168].
- W czerwcu 2021 w Newark-on-Trent odsłonięto pomnik Ireny Sendlerowej[169].

## Projekt „Life in a Jar”
W 1999 nauczyciel Norman Conard z Uniontown w stanie Kansas zachęcił grupę swoich uczennic do napisania sztuki teatralnej pt. Life in a Jar (pol. Życie w słoiku). Jej tytuł nawiązuje do sposobu, w jaki w 1944 Irena Sendlerowa i Jadwiga Piotrowska ukryły kartotekę uratowanych żydowskich dzieci, dzięki czemu po wojnie dowiedziały się one o swoich rodzinach (w rzeczywistości była ona ukryta w butelkach).
Przedstawienie oparte na faktach z życiorysu Ireny Sendlerowej wystawiono wiele razy w Stanach Zjednoczonych, Kanadzie i w Polsce. Zdobyło ono duży rozgłos w mediach amerykańskich i doprowadziło do powstania fundacji „Life in a Jar” promującej postawę głównej bohaterki.

## Nagroda imienia Ireny Sendlerowej „Za naprawianie świata”
W 2006 Stowarzyszenie Dzieci Holocaustu przy udziale Ministerstwa Spraw Zagranicznych ustanowiło nagrodę im. Ireny Sendlerowej „Za naprawianie świata”, przyznawaną nauczycielom i wychowawcom. Partnerem nagrody jest Fundacja Centrum Edukacji Obywatelskiej. Nagroda w wysokości 10 tys. dolarów przyznawana jest corocznie decyzją kapituły w Stanach Zjednoczonych i w Polsce dwóm laureatom z tych krajów.

## W kulturze

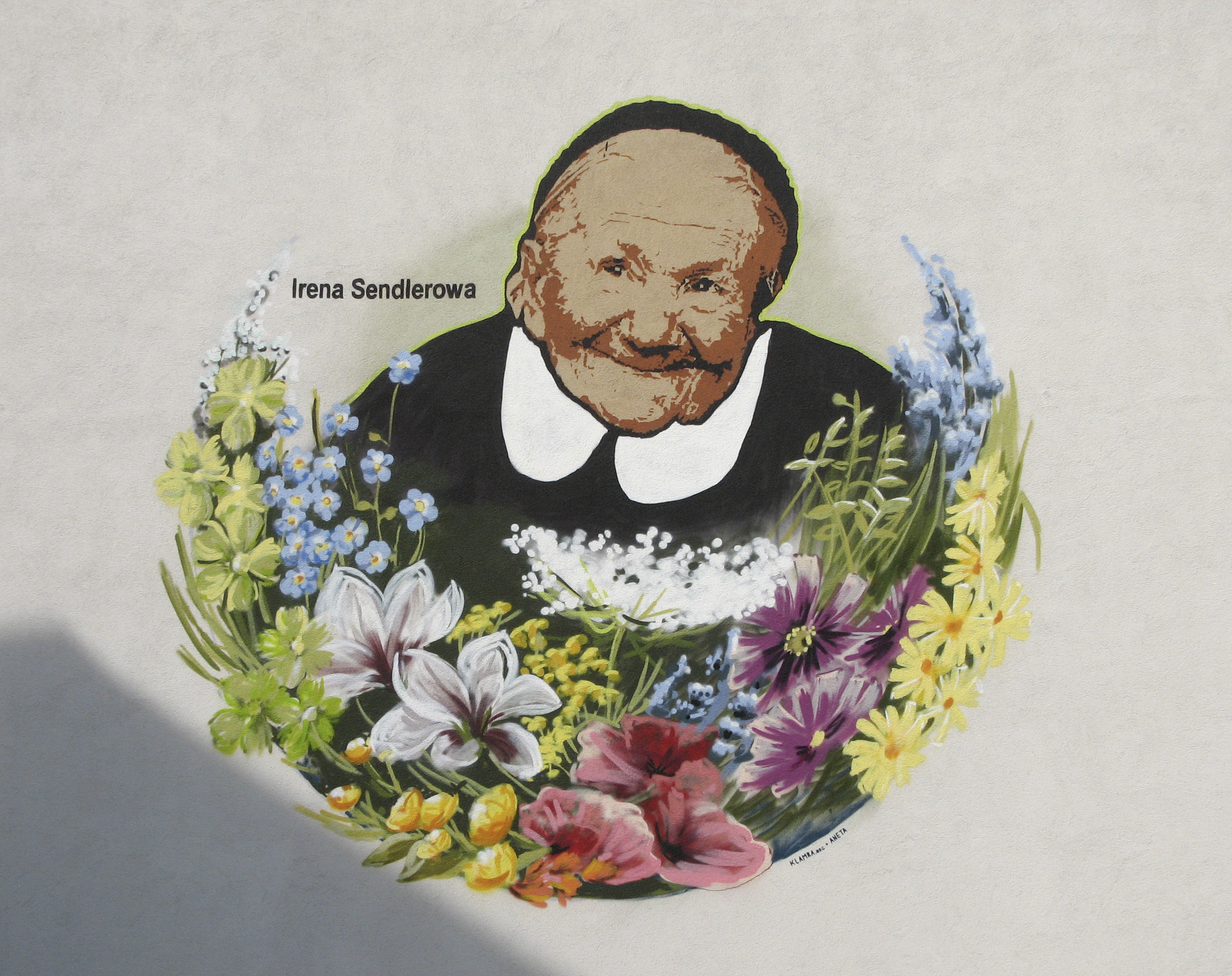
Mural przedstawiający Irenę Sendlerową przy ul. Bożniczej w Cieszynie

- W 2009 na podstawie życiorysu Ireny Sendlerowej powstał film w reżyserii Johna Kenta Harrisona – Dzieci Ireny Sendlerowej. Jej rolę zagrała laureatka Oscara Anna Paquin[171].
- Angielski kompozytor Tony Harris skomponował utwór na cześć Ireny Sendlerowej (płyta Choices wydana w 2010)[172].
- Powstały o niej filmy dokumentalne, m.in.: Lista Sendlerowej w reżyserii Michała Dudziewicza (2002)[173], Wróżka z getta (2007)[174] oraz W Imię ich Matek. Historia Ireny Sendlerowej w reżyserii Mary Skinner[175].
- NINAteka zamieściła na swojej platformie internetowej pięcioodcinkowy reportaż ze wspomnieniami o Irenie Sendlerowej (2010)[176].
- Komiks Irena o Irenie Sendlerowej, scenariusz Jean-David Morvan i Séverine Tréfouël, rysunki David Evrard[177]
- W 2018 roku na deskach krakowskiego Teatru Barakah wystawiono spektakl pt. Ja, Sendlerowa w reżyserii Anny Nowickiej[178].
- W 2022 roku w Teatrze Muzycznym w Poznaniu powstał musical „Irena”[179][180] inspirowany historią Sendlerowej. Jest to dramat muzyczny na podstawie filmu dokumentalnego W imię ich Matek. Reżyserem spektaklu jest Brian Kite, libretto napisali Piotr Piwowarczyk i Mary Skinner. Autorem piosenek jest Mark Campbell, a muzykę skomponował Włodek Pawlik. W przypisie link: